# Tapolymogyorós
Tapolymogyorós (1899-ig Mogyoróska, szlovákul: Skrabské) község Szlovákiában, az Eperjesi kerületben, a Varannói járásban.

## Fekvése
Varannótól 17 km-re északnyugatra, a Tapoly bal partján fekszik.

## Története
Területén már a kőkorszakban is éltek emberek, ezt bizonyítja az itt talált kőbalta is.
A falut 1321-ben említik először, a 14. században a csicsvai váruradalom része. Határában feküdt Mogyorós egykori vára, melyet 1447-től említenek Rozgonyi János birtokaként. A vár a 15. század közepén épült és a 16. század végéig az uradalom központja volt. Ezután a központ szerepét az itt épített kastély vette át, amely azonban a 17. században olyan állapotba került, hogy nem újították meg és helyére új uradalmi épületek épültek. A falunak malma is volt, ahova a környező falvak népe is járt gabonát őrletni. 1623-ban 12 portát számoltak a faluban. A 17. század végén említik először az itteni kőbányát is. A 17. század végének és a 18. század elejének kuruc háborúi és járványai a lakosság csökkenéséhez és elszegényedéséhez vezettek. Pótlásukra a 18. században szlovák, ruszin és magyar lakosságot telepítettek be. A 18. századtól a lakosság számarányában a cigányok száma is megnövekedett. Első említésük 1771-ben itt történik a vármegye területén, amikor még csak egy cigány család élt a településen.
Fényes Elek 1851-ben kiadott geográfiai szótárában így ír a faluról: „Mogyoróska Szkrepszke, tót f., Zemplén vmegyében, Hanusfalvához 1, Eperjes ut. p. 2 1/2 mfdnyire, hegyek tövében, a Tapoly vize mellett. Határa 2000 hold, mellyből 9 3/8 telek után urbériség 260 hold szántó, csekély rétje helyett ismér szántóföld 100 hold, majorsági föld 460 hold, a többi erdő és cserjés hely. Földjének 1/3 a Tapoly mentiben jó, de 2/3 dombokon levén, sovány. Lakja 230 rom., 90 görög kath., 45 evang., 20 zsidó. Tapoly vizén kivül egy patak a falut iszapolja, s kövekkel behordja. Volt hajdan a faluban a hegy tövében egy vár, mellynek most már csak alapkövei látszanak; a nagy pincze hajdan a várhoz tartozott, s a vár helyén most az uraságnak van egy nagyobbszerű főzőháza, igen tágas és szép gyümölcsös kerttel. Van itt rom. kath. anyatemplom, és a Tapoly vizén 4 kerekű malom. F. u. Szinnyei Merse László, de zsidók haszonbérlik.”
1856-ban Benczúr József cementgyárat épített ide, amely nemsokára már minőségi portland cementet gyártott, ezért 1868-ban aranyéremmel tüntették ki.
Borovszky Samu monográfiasorozatának Zemplén vármegyét tárgyaló része szerint: „Tapolymogyorós, azelőtt Mogyoróska. Sáros vármegye határán fekvő tót kisközség, 72 házzal és 410, nagyobbára róm. kath. vallású lakossal. Saját postája van, távírója és vasúti állomása Varannó. A Rozgonyiak ősi birtoka, kiket már 1363-ban itt találunk s kiknek várkastélya már a XV. században szerepel. 1519-ben a várat Báthory István nádor kapja adományban II. Lajos királytól. Ez időben Monyorós néven találjuk említve, a hozzá tartozó falut pedig Monyorósfalunak. Még az 1598-iki összeíráskor is Báthory István volt az ura. 1647-ben III. Ferdinánd Rákóczy Györgynek és nejének, Lorántffy Zsuzsánnának adományozza, de azután a Drugethek lesznek az urai. 1658-ban gróf Draskovich Miklós és neje, Drugeth Borbála a maguk részét Károlyi Ádámnak és nejének Thököly Máriának zálogosítják el. A Drugetheket a Csáky grófok, azután a Szinnyey, majd a Benczúr családok követték. Most a magyar jelzálog hitelbanknak van itt nagyobb birtoka; övé az a régi úrilak is, mely azelőtt a Benczúr Józsefé volt. A Benczúr testvéreknek itt czementgyáruk van. 1663-ban a pestis látogatta meg a községet, 1886-ban pedig a Tapoly áradása okozott a lakosoknak sok kárt. Katholikus temploma a XVIII. század közepe táján épült.”
1914 júliusában sok helybeli férfinak kellett bevonulnia, akik az orosz és olasz frontokra kerültek. A trianoni diktátumig Zemplén vármegye Varannói járásához tartozott.
A faluba 1955-ben vezették be az elektromos áramot, 1959-ben pedig autóbusz-összeköttetés jött létre Varannóval és Hanusfalvával. 1961-ben a használaton kívüli szeszfőzdét kultúrházzá alakították át. 1962-ben megépült a falut Izséppel összekötő út.

## Népessége
| Év:            | 1994. | 2004.    | 2014.   | 2024.   |
| -------------- | ----- | -------- | ------- | ------- |
| Emberek száma: | 638   | 733      | 786     | 773     |
| Eltérés:       |       | +14,89 % | +7,23 % | -1,65 % |

| Év:            | 2023. | 2024.   |
| -------------- | ----- | ------- |
| Emberek száma: | 756   | 773     |
| Eltérés:       |       | +2,24 % |

1910-ben 397, többségben szlovák lakosa volt, jelentős cigány kisebbséggel.
2001-ben 684 lakosából 683 szlovák volt.
2011-ben 795 lakosából 732 szlovák és 55 cigány.

## Nevezetességei
- Barokk római katolikus temploma 1753-ban épült.